# District de Bélapátfalva
Le district de Bélapátfalva (en hongrois : Bélapátfalvai járás) est un des 7 districts du comitat de Heves en Hongrie. Créé en 2013, il compte 8 870 habitants et rassemble 8 localités : 7 communes et une seule ville, Bélapátfalva, son chef-lieu.

## Localités
- Balaton
- Bekölce
- Bélapátfalva
- Bükkszentmárton
- Mikófalva
- Mónosbél
- Nagyvisnyó
- Szilvásvárad